# Iesala
La Iesala (également appelée Jūgupe, Skraustupe; en aval - Mazupe) est une rivière dans la région de Vidzeme en Lettonie, l'affluent gauche de la Brasla. Sa longueur est de 19 km, la superficie du bassin 70 km2.

## Géographie
La rivière commence dans le marécage Ķeizarpurvs à l'est de Pociems. Elle coule le long de la plaine de Limbaži dans la direction du sud. Les cours supérieurs et moyens de la rivière sont régulés, absorbent les eaux des systèmes de drainage. Elle se jette dans la Brasla près de Vainiži. Son plus grand affluent est l'Urpele (à droite). La rivière est traversée par les autoroutes P11 et P14.

## Principaux affluents
- Rive droite : Urpele
- Rive gauche :